# Zagórzanie

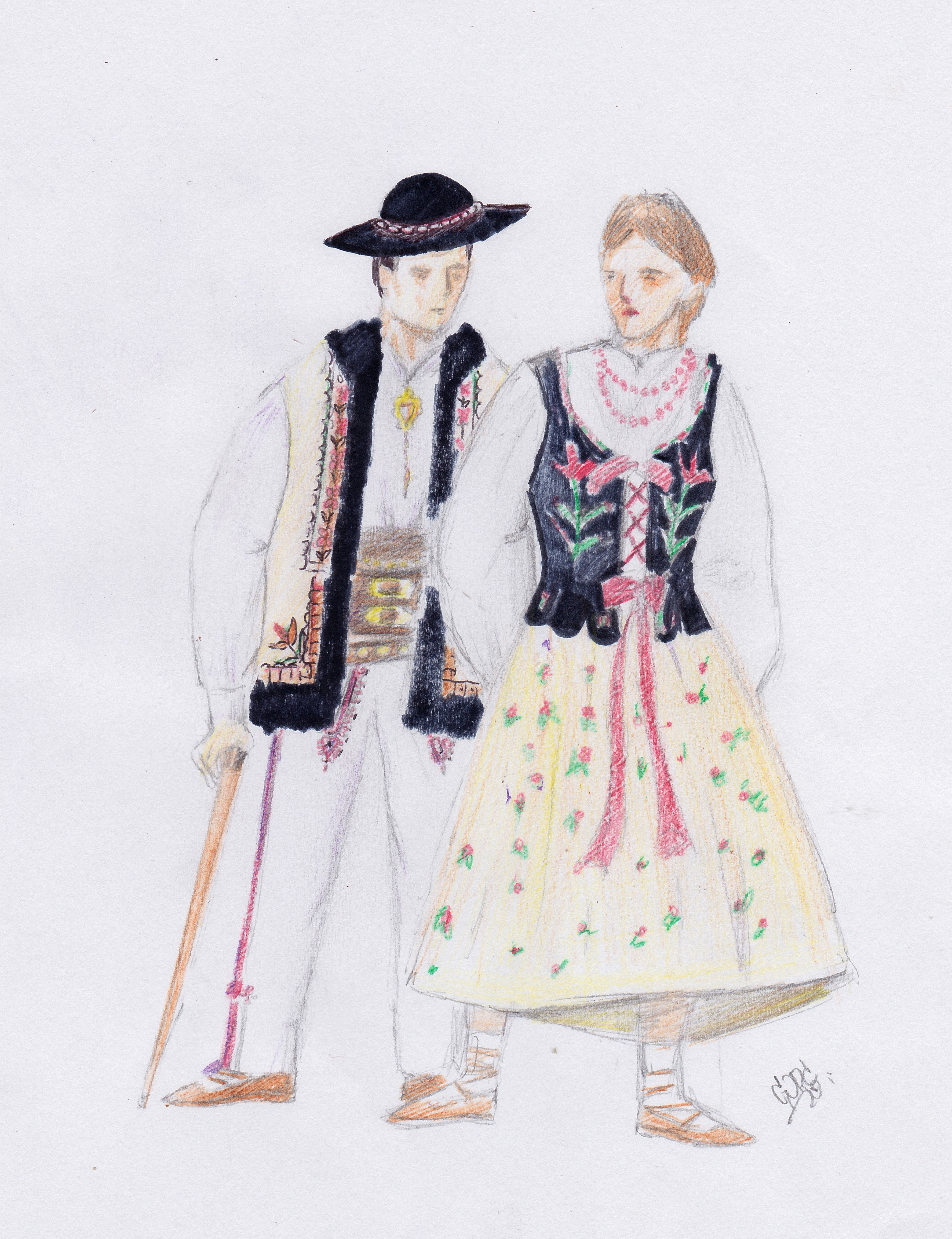
Strój górali zagórzańskich

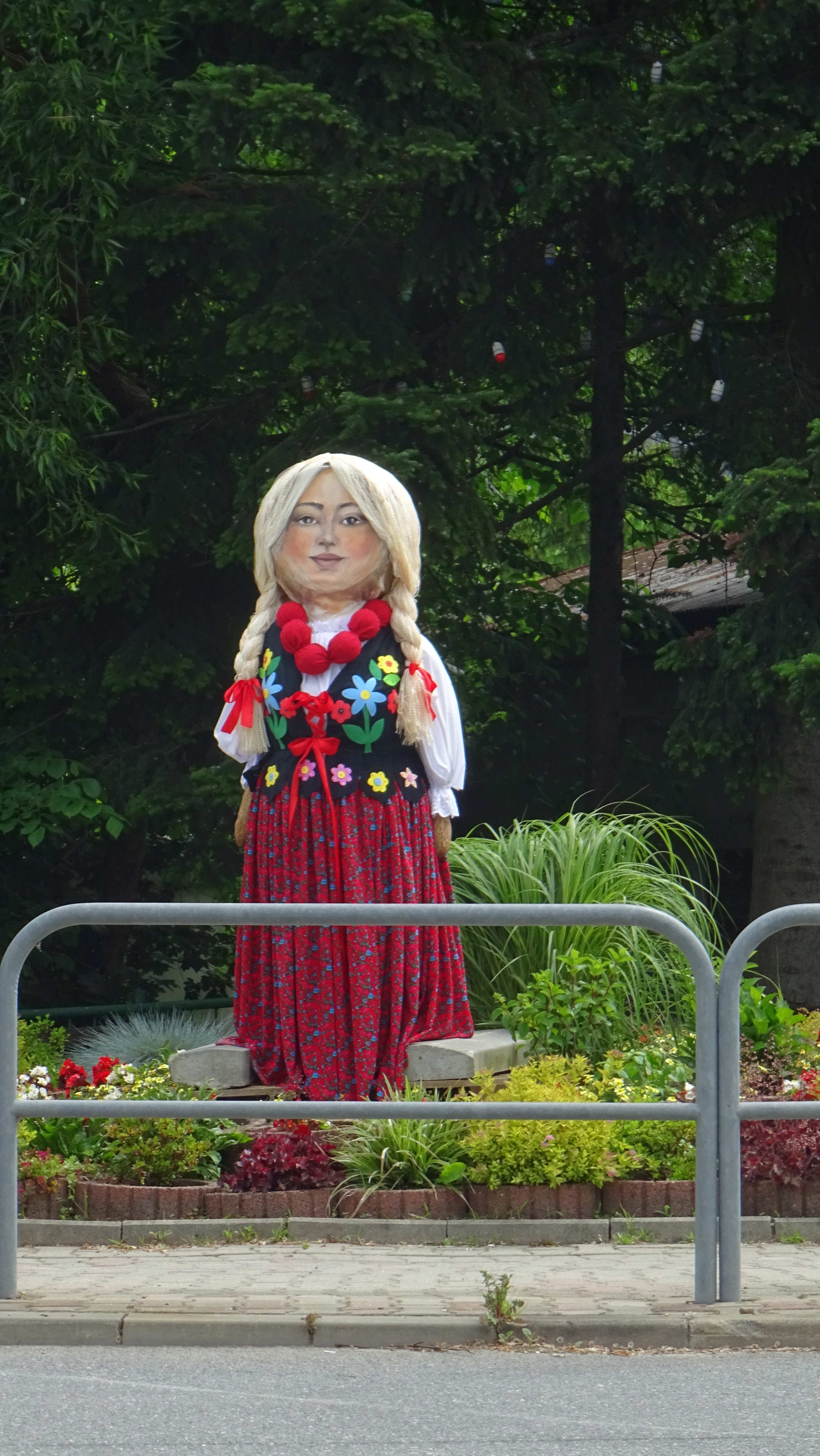
Figura kobiety w stroju zagórzańskim w Mszanie Dolnej

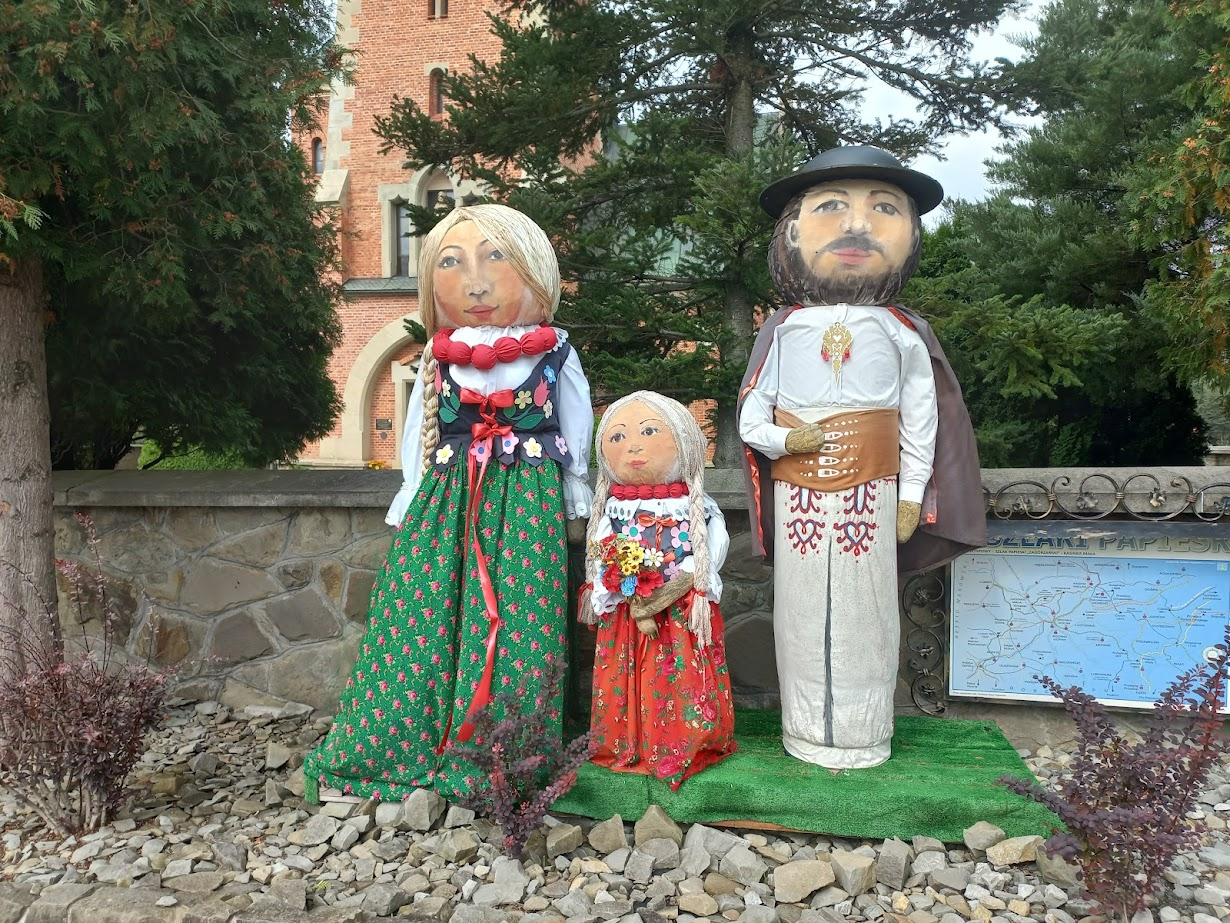
Figury rodziny w stroju zagórzańskim Kasinka Mała

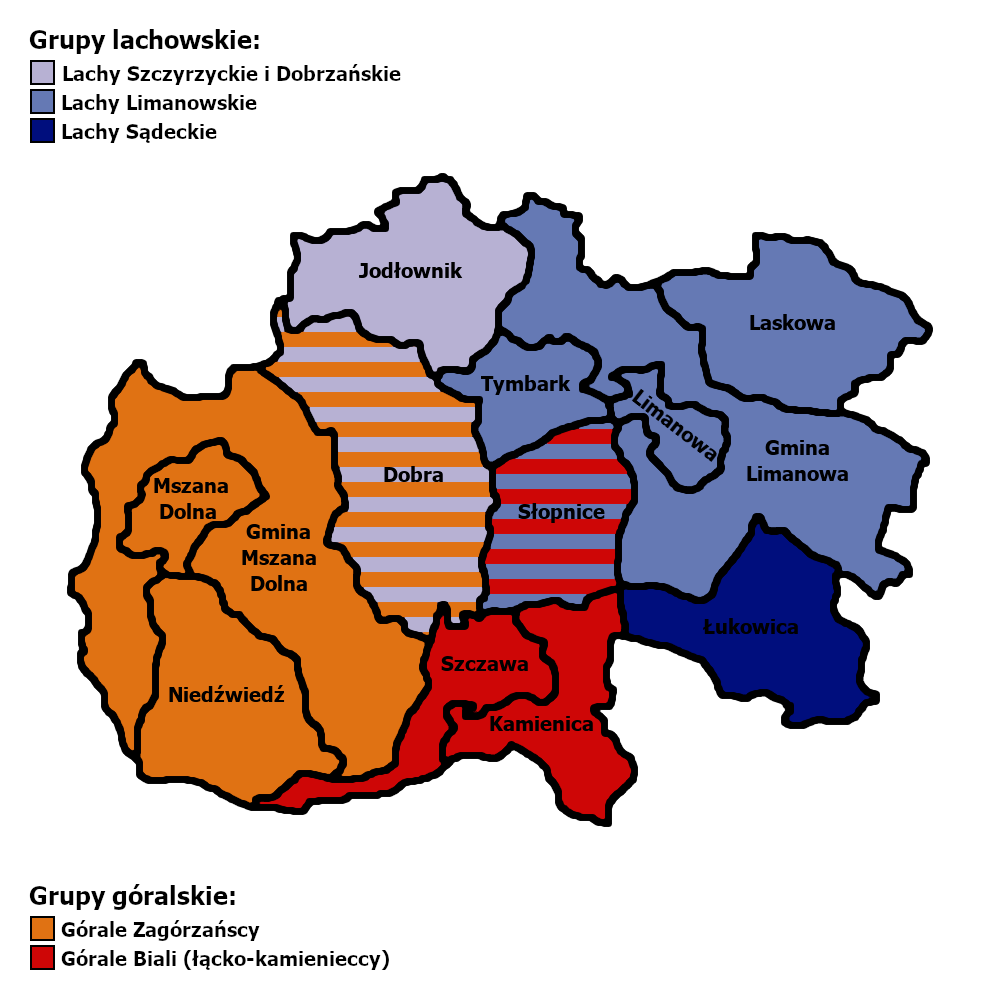
Górale Zagórzańscy w powiecie limanowskim.

Zagórzanie (górale zagórzańscy) – góralska grupa etnograficzna narodowości polskiej zamieszkująca część Beskidu Wyspowego i północną stronę Gorców. Stolicą regionu zagórzańskiego jest miasto Mszana Dolna. Zagórzanie posiadają własny folklor, bogatą tradycję, strój oraz gwarę.

## Pochodzenie nazwy
Wincenty Pol, który jako pierwszy zanotował nazwę „Zagórzanie”, tak wyjaśnił jej pochodzenie:

Mapa terenów zamieszkałych przez Zagórzan (nie uwzględnia Gruszowca, Jurkowa, Chyszówek i Półrzeczek)

Siedziby ich leżą w głębokiej kotlinie pomiędzy północnym stokiem polskiego Beskidu. Stąd też, czy zbliżamy się do ich posad od Tatrów i nowotarskiej doliny, czy od równin Wisły — zawsze leżą one za górą. Przeto bywają Zagórzanami nazywani.

## Zasięg terytorialny
Nazwa Zagórzan odzwierciedla ich usytuowanie, ponieważ ich siedziby otoczone są z każdej strony masywami górskimi. Od południa naturalną granicę oddzielającą Zagórzan od Podhalan stanowi pasmo Gorców, od wschodu zaś Zagórzan od Lachów odgraniczają masywy Mogielicy, Jasienia, Łopnia, Ćwilina i Śnieżnicy, z kolei od północy siedziby Zagórzan zamyka Pasmo Lubomira i Łysiny, natomiast od zachodu naturalną granicę stanowią masywy Szczebla i Lubonia Wielkiego. 
Wpływy Górali Zagórzańskich sięgają także sąsiednich miejscowości, m.in. Lubień, Tenczyn, Rabka-Zdrój, Wola Skrzydlańska, Porąbka, Dobra czy też Słopnice.
Za symboliczny ośrodek Zagórzan uchodzi miasto Mszana Dolna. W pobliskim Niedźwiedziu i Lubomierzu znajdują się siedziby oddziałów górali zagórzańskich Związku Podhalan.
Niegdyś tereny zamieszkiwane przez górali zagórzańskich obejmowały tereny Rabki Zdroju i okolicznych wsi, jednak w ostatnich latach owe tereny uległy silnemu wpływowi kultury podhalańskiej. Według Wincentego Pola, obszar zajmowany przez Zagórzan obejmował znacznie dalej - od południa Ponice a na wschodzie nawet Tymbark i Zamieście. Prawdopodonie Pol jako Zagórzan uznał grupę Lachów Dobrzańskich, co doprowadziło do błędnego przypisania tej pierwszej grupie tak szerokiego terytorium.

### Miejscowości zagórzańskie:
- Chyszówki
- Glisne
- Gruszowiec
- Jurków
- Kasina Wielka
- Kasinka Mała
- Konina
- Lubomierz
- Łętowe
- Łostówka
- Mszana Dolna
- Niedźwiedź
- Olszówka
- Podobin
- Poręba Wielka
- Półrzeczki
- Raba Niżna
- Węglówka
- Wilczyce

### Ważniejsze góry na terenie zagórzan:
- - Ćwilin
  - Jasień
  - Kudłoń
  - Luboń Wielki
  - Lubogoszcz
  - Mogielica
  - Szczebel
  - Śnieżnica
  - Turbacz

## Strój ludowy
Strój męski składał się z tzw. hazuki, uszytej z sukna samodziałowego czarnego lub brązowego, sukiennych białych spodni oraz krótkiego białego serdaka ze skór owczych bez rękawów, wkładanego na koszulę (spinaną niegdyś mosiężną spinką) i pod hazukę. Spodnie miały dwa przypory, zdobione parzenicą w kolorze czerwonym i niebieskim. Na nogi wkładano kierpce przytrzymywane skórzanymi rzemieniami. Gdy wychodzili na zewnątrz ubierali na siebie kożuchy z owczej skóry (kubraki) aby ochronić się przed zimnem. Głowę okrywał filcowy kłobuk.
Kobiety nosiły białe spódnice zdobione wzorami. Plecy okrywała tzw. łoktuszka, a głowę mężatek czepiec. Zamożne gospodynie miały spódnice i zapaski z wełny i jedwabiu. Na nogi wkładały kierpce, zaś od święta buty z miękkimi cholewami.

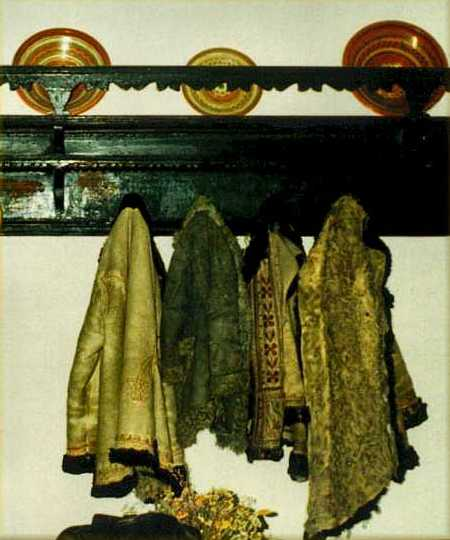
Stroje Zagórzan w Orkanówce
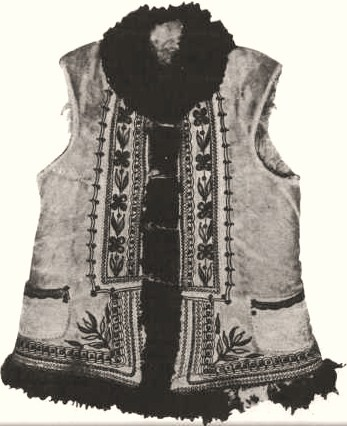
Serdak górala zagórzańskiego
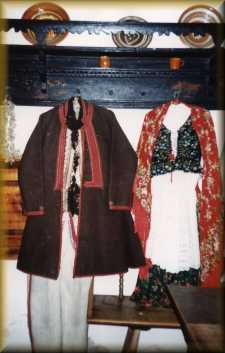
Męski i żeński strój Zagórzan
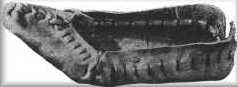
Kierpiec Zagórzanina

## Folklor
Folklor zagórzański zachował się stosunkowo słabo do dzisiejszych czasów, ulegając wpływom z sąsiedniego Podhala czy też Lachów.
Tradycyjna muzyka zagórzańska ma wiele wspólnego z muzyką wszystkich górali karpackich (m.in. obecność tzw. skali góralskiej). Od zawsze wykonywana była w składzie: skrzypce-prym, skrzypce-sekund oraz basy. W nielicznych już tradycyjnych melodiach zagórzańskich dominują durowe, wysokie brzmienia. Zachowały się jeszcze żywiołowe melodie pasterskie. Tradycyjna muzyka tego regionu, najbardziej autentyczna i prawdziwa, grywana jest przez starszych mieszkańców regionu.
W zapomnienie odeszły tradycyjne instrumenty pasterskie, takie jak: fujarki, piszczałki i dudy. Podobnie w szczątkowym stanie zachowały się tańce pasterskie i solowe. Lepiej zachowały się tańce „od Lachów” takie jak np. polki. Na terenie zagórzan czasami tańczone były tańce zapożyczone z Podhala (cyfrowany, zbójnicki).
Folklor Zagórzan został ukazany w filmie fabularnym z 1988 pt. Kolory Kochania, który ukazuje historię Władysława Orkana

### Zagórzańskie zespoły folklorystyczne
- Zespół Regionalny „Kasinianie – Zagórzanie”[13]
- Orkiestra Dęta „Echo Gór”[14]
- Zagórzański Zespół Folklorystyczny „Dolina Mszanki”[15]
- Zespół Folklorystyczny „Porębiański Ród”[16]
- Zespół Regionalny ,,Mali Rabianie''[17]

## Słynne postacie z Zagórza
- Władysław Jania
- Józefa Kobylińska
- Stanisław Ciężadlik
- Władysław Orkan
- Bolesław Żaba
- Sebastian Flizak
- Justyna Kowalczyk
- Karol Starmach
- Wojciech Rypel
- Antonina Zachara-Wnękowa
- Piotr Kaleciak
- Sławomir Zapała
- Jan Stachura (żołnierz)
- Stefan Ludwik Grodecki
- Stanisław Dobrowolski